# Salgado Filho (Paraná)
Salgado Filho est une municipalité brésilienne située dans l'État du Paraná.